# Rouvray (Eure)
Rouvray ist eine französische Gemeinde mit 257 Einwohnern (Stand 1. Januar 2022) im Département Eure in der Region Normandie (vor 2016 Haute-Normandie). Sie gehört zum Arrondissement Les Andelys (bis 2017 Évreux) und zum Kanton Pacy-sur-Eure. Die Einwohner werden Rouvrayens genannt.

## Geografie
Rouvray liegt etwa 19 Kilometer ostnordöstlich von Évreux. Umgeben wird Rouvray von den Nachbargemeinden Chambray im Norden und Westen, Houlbec-Cocherel im Osten und Nordosten sowie Ménilles im Süden und Südosten.

## Bevölkerungsentwicklung
| Jahr                       | 1962 | 1968 | 1975 | 1982 | 1990 | 1999 | 2006 | 2018 |
| Einwohner                  | 53   | 55   | 59   | 54   | 111  | 166  | 240  | 258  |
| Quellen: Cassini und INSEE |      |      |      |      |      |      |      |      |

## Sehenswürdigkeiten
- Kapelle Saint-Martin aus dem 15./16. Jahrhundert
- Dolmen de la Pierre Fortière